# ГЕС Ласеле
ГЕС Ласеле — гідроелектростанція у центральній частині Швеції. Розташована між ГЕС Лонгбьйорн (вище за течією) та ГЕС Немфорсен, входить до складу каскаду на річці Онгерманельвен (у верхній течії Aselealven), яка впадає в Ботнічну затоку Балтійського моря за півтори сотні кілометрів на південний захід від Умео.
Для роботи станції річку перекрили греблею висотою 25 метрів. Споруджений біля неї підземний машинний зал обладнали двома турбінами типу Каплан потужністю по 64 МВт, які працювали при дуже високому для такого обладнання напорі — 54 метри та забезпечували виробництво понад 0,6 млрд кВт-год електроенергії на рік. Станом на середину 2010-х років внаслідок модернізації, для якої залучили австрійську компанію Andritz, потужність станції довели до 165 МВт.
Трансформаторне обладнання ГЕС також розмістили під землею. Цей дизайн обрано з урахуванням завдання забезпечити підвищений захист станції від можливих авіаударів.
На ГЕС Ласеле реалізовано поширений у скандинавських країнах тип деривації — відпрацьована вода прямує по відвідному тунелю довжиною 1,5 км, який переходить у відкритий канал довжиною 1 км, що прямує праворуч від річки паралельно до неї.